# Шкала ТОРРО
Шкала интенсивности торнадо TORRO (или T-Шкала) представляет собой шкалу, измеряющую интенсивность торнадо между значениями T0 и T11. Была предложена Теренсом Миденом из Организации по исследованию торнадо и штормов (TORRO), одной из метеорологических организаций Соединённого Королевства, как расширение шкалы Бофорта.

## История и отделение от шкалы Бофорта
Шкала тестировалась с 1972 по 1975 год и была опубликована на собрании Королевского метеорологического общества в 1975 году. Шкала устанавливает T0 (начальное значение) как эквивалент 8 баллам по шкале Бофорта и связана со шкалой Бофорта (B) по формуле:
В = 2 (Т + 4)
и наоборот:
Т = (В /2 — 4)
| Шкала Бофорта | Б | 8 | 10 | 12 | 14 | 16 | 18 | 20 | 22 | 24 | 26 | 28 | 30 |
| Шкала ТОРРО   | Т | 0 | 1  | 2  | 3  | 4  | 5  | 6  | 7  | 8  | 9  | 10 | 11 |

Шкала Бофорта впервые была предложена в 1805 году а в 1921 году была официально принята в использование. Она выражает скорость ветра (v) по формуле:
v = 0,837 В 3/2 м/с

## Формула шкалы ТОРРО
Большинство торнадо в Великобритании имеют рейтинг T6 или ниже, а самый сильный из известных торнадо в Великобритании оценивается как T8 (лондонский торнадо 1091 года). Для сравнения, самый сильный торнадо в США (во время вспышки торнадо в Оклахоме в 1999 г.) будет T11 при использовании следующих формул:
v = 2,365 (T +4) 3/2 м/с
v = 8,511 (T +4) 3/2 км/ч
v = 5,289 (T +4) 3/2 миль/ч
v = 4,596 (Т +4) 3/2 узлов
где v — скорость ветра, а T — интенсивность по шкале ТОРРО. Скорость ветра определяется как порыв длительностью в 3 секунды на высоте 10 м над уровнем моря.
В качестве альтернативы формула шкалы T может быть выражена как:
v = 0,837 (2T+8) 3/2 м/с
или же
v = 0,837(2 3/2) (T +4) 3/2 м/с
или же
{\displaystyle T=(v/2.365)^{2/3}-4}

## Процесс оценки и сравнение со шкалой Фудзиты
Шкала ТОРРО отличается от шкалы Фудзиты тем, что это исключительно шкала скорости ветра, тогда как шкала Фудзиты полагается на повреждения для определения интенсивности, но на практике обе системы практически всегда используют повреждения для определения интенсивности. Это связано с тем, что такой показатель интенсивности, как урон, обычно является единственным методом измерения, что остаётся доступен, хотя пользователи обеих шкал предпочли бы более прямые, объективные, количественные измерения. Шкала T в основном используется в Соединённом Королевстве, тогда как шкала Фудзита была основной шкалой, используемой в Северной Америке, континентальной Европе и остальном мире.
На Европейской конференции по сильным штормам 2004 года д-р Миден предложил объединить шкалы ТОРРО и Фудзиты в виде шкалы силы торнадо или шкалы TF. В 2007 году в Соединённых Штатах улучшенная шкала Фудзиты (EF) заменила исходную шкалу Фудзиты 1971 года. В ней были внесены существенные изменения в стандартизацию описаний повреждений за счёт расширения и уточнения самих индикаторов повреждений и связанных с ними степеней урона, а также были исправлены скорости вращения ветра в самом торнадо, чтобы они лучше соответствовали связанным с ними повреждениям. По состоянию на 2014 год только США и Канада приняли шкалу EF.
В отличие от шкалы F, никаких анализов для установления достоверности и точности дескрипторов повреждений по шкале Т не проводилось. Шкала была написана в начале 1970-х годов и не учитывает такие изменения, как увеличение веса транспортных средств или значительное сокращение количества и изменение типа железнодорожных составов, в конечном итоге исходная шкала была создана в среде, где торнадо силой F2 и более крайне редки, чтобы было возможно провести небольшое или вообще полное расследование фактических повреждений в верхней части шкалы. Шкала ТОРРО имеет больше делений, чем шкала F, что, вероятно, делает её более полезной для определения торнадо в нижней части шкалы; однако такая точность обычно недостижима на практике. Брукс и Досвелл заявили, что «проблемы, связанные с исследованиями повреждений, и неопределённость, связанная с оценкой скорости ветра по наблюдаемым повреждениям, делают точность шкалы сомнительной». В отчётах об исследованиях к рейтингам по шкале Фудзиты иногда также добавляются дополнительные квалификации («нижняя граница F2» или «верхняя граница F3»), сделанные исследователями, имеющими опыт работы с подобными торнадо, и связанные с тем фактом, что шкала F является шкалой ущерба, а не шкалой скорости ветра. 
Торнадо оцениваются после того, как они прошли, а не в процессе. При оценке интенсивности торнадо используются как прямые измерения, так и выводы из эмпирических наблюдений за последствиями торнадо. Лишь немногие анемометры напрямую контактировали торнадо, и ещё меньше осталось после этого целых, поэтому измерений на месте очень мало. Таким образом, почти все рейтинги получены с помощью методов дистанционного зондирования или из обследований ущерба. По возможности используется метеорологический радар, а иногда фотограмметрия или видеограмметрия оценивающие скорость ветра путём измерения трассёров в вихре. В большинстве случаев используются воздушные и наземные обследования конструкций и растительности, иногда с инженерным анализом. Также иногда сохраняются узоры на земле (циклоидальные метки), оставшиеся после торнадо. Если анализ на месте невозможен, либо для ретроспективной оценки, можно использовать фотографии, видео или описания повреждений.

## Параметры шкалы ТОРРО
12 категорий шкалы TORRO перечислены ниже в порядке возрастания интенсивности. На практике же индикаторы повреждений (а именно, тип структуры, которая была повреждена) в основном используются при определении интенсивности торнадо.
| Категория | Скорость ветра | Скорость ветра | Скорость ветра | Потенциальный урон | Пример урона |
| --------- | -------------- | -------------- | -------------- | --- | ------------ |
| Категория | миль/ч         | км/ч           | м/с            | Потенциальный урон | Пример урона |
| T0        | 39 - 54        | 61 - 86        | 17 - 24        | Крайне слабый урон. Лёгкий мусор поднимается с земли и закручивается спиралями. Палатки, шатры смещены; большая часть черепицы сорвана. Ветки сломаны; сквозь посевы виден след от торнадо. |              |
| T1        | 55 - 72        | 87 - 115       | 25 - 32        | Слабый урон. Шезлонги, маленькие растения, тяжёлый мусор разносятся по воздуху; незначительные повреждения навесов. Более серьёзные повреждения черепицы, шифера и дымоходов. Деревянные заборы повалены. Незначительные повреждения живых изгородей и деревьев. |              |
| T2        | 73 - 92        | 116 - 147      | 33 - 41        | Умеренный урон. Тяжелые мобильные дома перемещены, лёгкие автодома отброшены, садовые навесы разрушены, крыши гаражей сорваны, большой ущерб черепичным крышам и дымовым трубам. Сильный ущерб деревьям, некоторые крупные ветки искривлены или отломаны, мелкие деревья вырваны с корнем. |              |
| T3        | 93 - 114       | 148 - 184      | 42 - 51        | Сильный урон. Мобильные и деревянные дома сильно повреждаются и/или опрокидываются. Разрушены гаражи и слабые хозяйственные постройки, балки на крышах домов значительно обнажены. Некоторые из больших деревьев сломаны или вырваны с корнем. |              |
| T4        | 115 - 136      | 185 - 220      | 52 - 61        | Крайне сильный урон. Поднимает автомобили в воздух. Мобильные дома поднимаются в воздух или разрушаются, навесы отброшены на значительные расстояния. С некоторых домов полностью сорваны крыши, балки крыш более прочных домов полностью обнажены, концы фронтонов оторваны. Многие деревья вырваны с корнем или сломаны.                                                                     |              |
| T5        | 137 - 160      | 221 - 259      | 62 - 72        | Интенсивный урон. Тяжёлые автомобили летают по воздуху; более серьёзные повреждения зданий, чем для Т4, но стены домов обычно остаются; самые старые, самые слабые здания могут быть полностью разрушены. |              |
| T6        | 161 - 186      | 260 - 299      | 73 - 83        | Умеренно-разрушительный урон. Хорошо построенные дома теряют всю крышу и возможно, даже стены; в небоскрёбах разбиваются окна, рушится большинство менее прочных зданий. |              |
| T7        | 187 - 212      | 300 - 342      | 84 - 95        | Сильно-разрушительный урон. Деревянно-каркасные дома полностью разрушены, некоторые стены каменных или кирпичных домов повалены или разрушены. Небоскрёбы искривлены; конструкции складского типа со стальным каркасом могут слегка деформироваться. Поезда и локомотивы перевёрнуты. Отмечается срыв коры с деревьев летящими обломками.                                                      |              |
| T8        | 213 - 240      | 343 - 385      | 96 - 107       | Крайне-сильно разрушительный урон. Автомобили отброшены на большие расстояния. Дома с деревянным каркасом и их содержимое разбросаны на большие расстояния. Каменные и кирпичные дома безвозвратно повреждены. Небоскрёбы сильно искривлены и могут иметь видимый наклон в одну сторону. Неглубоко закреплённые многоэтажки могут быть опрокинуты, другие здания со стальным каркасом погнуты. |              |
| T9        | 241 - 269      | 386 - 432      | 108 - 120      | Интенсивно-разрушительный урон. Многие здания со стальным каркасом сильно повреждены. Небоскрёбы рушатся; поезда и локомотивы отброшены на некоторое расстояние. Полный срыв коры со всех стоящих деревьев. |              |
| T10       | 270 - 299      | 433 - 482      | 121 - 134      | Супер-урон. Каркасные дома и подобные постройки полностью поднимаются с фундамента и переносятся на большое расстояние. Стальные железобетонные здания могут быть сильно повреждены или почти полностью разрушены. |              |
| T11       | >300           | >483           | >135           | Феноменальный урон. Хорошо построенные дома начисто сметены с лица земли. Стальные железобетонные конструкции полностью разрушены. Высокие здания рушатся. Некоторые автомобили, грузовики и поезда могут быть отброшены примерно на 1,6 км (1,0 миль). |              |

| Т0     | Т1     | Т2     | Т3     | Т4      | Т5      | Т6      | Т7      | Т8             | Т9             | Т10            | Т11            |
| Слабый | Слабый | Слабый | Слабый | Сильный | Сильный | Сильный | Сильный | Разрушительный | Разрушительный | Разрушительный | Разрушительный |